# Малахайд (замък)
Замъкът Малахайд (на ирландски: Caisleán Mullach Íde) е замък в Република Ирландия, в град Малахайд, на 14 км северно от столицата Дъблин. Общата площ на замъка, включително и прилежащите горски насаждения, е около 1,1 км2.
Замъкът е основан през 1185 г., когато рицарят Ричард Толбът, от войската на Хенри II в Ирландия, получава във владение село Малахайд и неговото пристанище. Малахайд принадлежи на рода Толбот 791 г., с изключение на периода 1649 – 1660 г., когато след завладяването на Ирландия Оливър Кромуел предоставя земята на Майлс Корбът. Корбът е обесен след смъртта на Кромуел и замъкът се връща в ръцете на Талбът.
Значително е разширен по времето на крал Едуард IV, през 1765 г., при което са построени още кули. Преживява трагедия, когато след Битката при река Бойн 14 члена на рода Толбът са завлечени в Голямата зала и вечерта всички са убити.
През 20-те години на XX век тук са открити лични записки на шотландския писател Джеймс Босуел. Те са продадени на американски колекционер, който е три пъти правнук на Босуел.
Замъкът е наследен от седмия барон Толбът, а след смъртта му през 1973 г. попада в ръцете на сестра му Роуз. През 1975 г. тя предава Малахайд на държавата, за да си погаси данъците по наследството, и емигрира в Австралия. Много от интериора на замъка е разпродаден по-рано, което води до много обществени дебати. Днес Малахайд има статут на музей.